# Escrava Anastacia

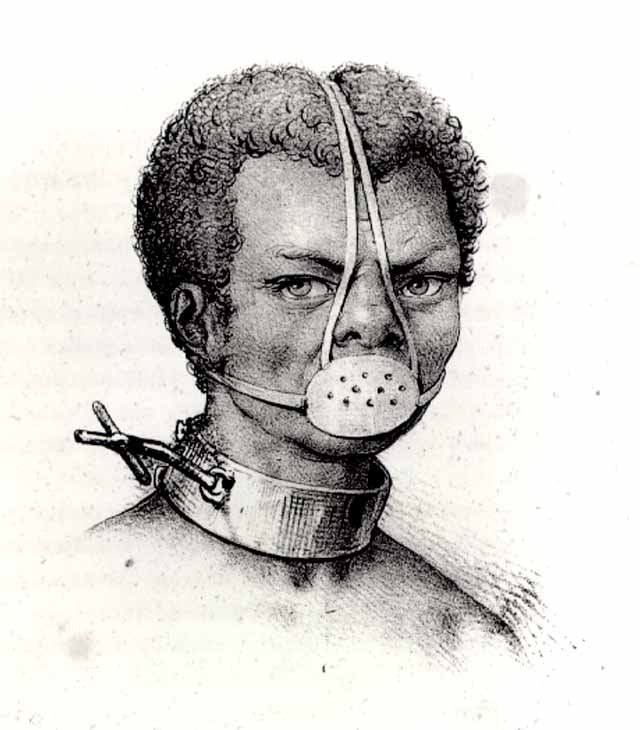
Gravure réalisée d'après une esquisse de Jacques Arago de son Voyage autour du monde. Souvenirs d'un aveugle, intitulée Châtiment d'un esclave.

Escrava Anastacia est un personnage folklorique qui était une femme esclavisée, martyre et qui fait l'objet d'un culte au Brésil. 

## Réalité d'Anastacia
Les sources n'indiquent pas clairement si Anastacia a réellement vécu ou s'il s'agit seulement d'un personnage folklorique qui personnifie l'esclavage au Brésil et la situation des personnes Afro-Brésiliennes. Elle fait désormais partie de la mémoire brésilienne et incarne une figure de résistance noire au féminin. Cela explique également l'existence de différentes histoires à son sujet selon les lieux, les moments et les groupes qui la décrivent. 
Bien qu'elle ne soit pas officiellement reconnue par l'Église catholique, Anastacia est une figure importante de la dévotion catholique populaire à travers le Brésil. Elle est également vénérée par les membres des traditions umbanda et spirite.

## Description
Esclave d'origine africaine, Anastacia est décrite comme étant très belle et ayant des yeux bleus perçants. Elle est réduite en esclavage au Brésil, notamment pour réaliser les tâches dans les plantations et moulins à sucre. En plus de cette condition, elle subit les viols violents des propriétaires et des surveillants. C'est pourquoi elle accouche de nombreux enfants qui sont considérés comme de la main-d'œuvre pour la propriété. 
Elle aurait été surprise à boire le jus de canne. Le surveillant lui impose alors le port d'un masque de fer en guise de punition. La maîtresse de maison, jalouse de la beauté d'Anastacia lui aurait quant à elle imposée un collier de fer. Anastacia meurt à cause de ce dernier qui lui transmet le tétanos. 

## Représentation
La gravure Châtiment d'un esclave qui a été la plus diffusée à propos d'Anastacia est en fait l'image d'un homme. Jacques Arago l'explique dans son ouvrage Voyage autour du monde. Il s'agirait d'un assemblage de profils d'esclaves qu'il a pu observer. La gravure peut toutefois symboliser les souffrances subies par Anastacia. 
Elle est également représentée au Brésil dans des livres, des programmes radiophoniques et une mini-série télévisée portant son nom.